# Kasepää, Tartumaa
Kasepää är en småköping (estniska: alevik) i Estland.   Den ligger i kommunen Peipsiääre kommun i landskapet Tartumaa, i den sydöstra delen av landet, 180 km sydost om huvudstaden Tallinn. 
Småköpingen Kasepää bildades 1977 genom en sammanslagning av de två byarna Vana-Kasepää (Gammel-Kasepää) och Uus-Kasepää (Ny-Kasepää).

## Geografi
Kasepää ligger vid den västra stranden av sjön Peipus, på en höjd av 34 meter över havet. Terrängen runt Kasepää är mycket platt.  Trakten runt Kasepää är nära nog obefolkad, med mindre än två invånare per kvadratkilometer. Närmaste större samhälle är staden Kallaste, 16,3 km norr om Kasepää. Omgivningarna runt Kasepää är en mosaik av jordbruksmark och naturlig växtlighet.